# Star Ocean
Star Ocean ist eine Computer-Rollenspiel-Serie, die von Enix vertrieben und von tri-Ace entwickelt wurde. Einige Elemente dieser Serie wurden aus Star Trek übernommen, wie der Warp-Antrieb, eine Föderation und eine Art Oberster Direktive, die das Einmischen in Angelegenheiten weniger entwickelter Zivilisationen verbietet.

## Star Ocean
Der erste Teil erschien 1996 für das Super Famicon (SNES) in Japan.
Star Ocean wartet mit einer für das SNES brillanten Grafik, Surround-Sound und teilweiser Sprachausgabe auf. Die Eröffnungssequenz – welche stark an jene aus Star Trek VI: Das unentdeckte Land erinnert – hat z. B. eine durchgängige Sprachausgabe. Star Ocean ist neben Tales of Phantasia das einzige Spiel für das SNES mit einer Steckmodul-Größe von 48 MBit. Trotzdem mussten die Grafiken noch mit Hilfe des S-DD1-Chips komprimiert werden.
Eine innovative Idee war das Emotionssystem zwischen den einzelnen Charakteren. Dieses Emotionssystem sorgt dafür, dass Charaktere anderen Charakteren im Kampf helfen bzw. in Rage geraten, wenn jene sterben, zu denen sie eine hohe emotionale Beziehung haben, und Charaktere, die sie nicht mögen, sterben lassen. Außerdem wird anhand der einzelnen Beziehungen untereinander entschieden, welches der mehr als 60 Enden in Kraft tritt. Beeinflusst werden diese emotionalen Beziehungen dadurch, wie oft zusammen gekämpft wurde, und durch private Aktionen, die optional beim Betreten von Städten initiiert werden können.
Das Kampfsystem ist strategischer ausgerichtet als in vielen anderen Rollenspielen für das SNES. So finden die Kämpfe in Echtzeit statt und man kann auch eine Formation angeben, in welcher die Charaktere die Kämpfe beginnen. Außerdem wird nicht von festen Positionen aus gekämpft, sondern es muss über das Schlachtfeld zum Gegner hingelaufen bzw. er muss abgefangen werden, damit er die Wappennutzer – Magie wird in Star Ocean Wappentechnik bzw. -kunde genannt – nicht erreicht, da diese nur auf große Entfernungen zaubern können. Das freie Bewegen über das Schlachtfeld ist ebenfalls dahingehend wichtig, da die einzelnen Kampftechniken nur auf kurze bzw. nur auf lange Entfernung zum Gegner angewendet werden können. Die Kampftechniken selbst können auch miteinander gekoppelt werden, so dass mit nur einem Tastendruck mehrere Techniken und Spezialattacken auf einmal durchgeführt werden.
Nach einem Kampf erhält man Skill Points, die in bestimmte Wissens-, Sinnes-, Technik- und Kampffertigkeiten sowie Geheimtechniken gesteckt werden können, um diese zu verbessern. Die ersten 3 Arten von Fertigkeiten haben allerdings nicht direkt einen Einfluss auf die Charaktere, sondern dienen zum Erlernen und Verbessern von bestimmten Fähigkeiten. Wie gut die Fähigkeiten dann aber letztendlich ausgeführt werden können, hängt nicht nur davon ab, wie gut man die Fertigkeiten beherrscht, sondern auch ob der Charakter das Talent dazu hat.
In Star Ocean gibt es die Fähigkeit Kochen um Nahrungsmittel herzustellen, die HP (Gesundheitspunkte) und MP (Magiepunkte) wiederherstellen. Damit das Zubereiten von hochwertigen Gerichten und Getränken gelingt, müssen die Fertigkeiten Küchenmesser, Rezept und Gutes Auge erlernt werden und der Charakter sollte das Talent Geschmackssinn besitzen. Jeder Charakter hat sogar noch ein bestimmtes Lieblingsgericht bzw. -getränk bei dessen Einnahme seine HP und MP komplett wiederhergestellt werden.
Als Star Ocean am 19. Juli 1996 in Japan erschien, war die PlayStation bereits zwei Jahre alt und die Nachfolgekonsole des SNES – das Nintendo 64 – war seit einem Monat auf dem Markt. Dadurch entstand ein Zeitdruck für die Entwickler, da das SNES seine Marktanteile an die Playstation, das N64 und andere Spielekonsolen verlor. So strafften die Entwickler das Spiel sehr im letzten Drittel, um die Fertigstellung zu beschleunigen. Auch gibt es einige Programmfehler, die das Spiel bei bestimmten selten angewandten Tätigkeiten „einfrieren“ können.

### Handlung
In Star Ocean geht es um den „Fellpool“ – eine Rasse, die wie Menschen aussehen, aber auch Tiermerkmale haben – Ratix Farrence, der in dem Dorf Clatos auf dem Planeten Roak lebt. Zusammen mit seinen Freunden Dorn Marto und Milly Killiet bildet er die Clatos Brigade, die das Dorf vor Räubern und Banditen schützen. Eines Tages erhalten sie eine Nachricht, dass in der nördlich gelegenen Stadt Cool eine Seuche grassiert, die alle Bewohner in Stein verwandelt. Daraufhin macht sich der Heiler des Dorfes – Millys Vater – auf den Weg um den Menschen dort zu helfen. Nach ein paar Tagen überbringt eine Brieftaube eine Nachricht von ihm, in der steht, dass er nichts gegen die Seuche unternehmen könne und sich selbst angesteckt habe. Daraufhin macht sich Milly Sorgen um ihn und geht ebenfalls nach Cool, wobei Ratix und Dorn ihr folgen, und anschließend zum Mount Metox um ein wundersames Heilkraut zu suchen, das ihm helfen könnte. Als sie den Gipfel erreichen, erscheinen plötzlich ein Mann und eine Frau aus dem Nichts. Diese stellen sich als Föderations-Captain Ronixis J. Kenni und dessen erste Offizierin Iria Silvestoli vor. An Bord ihres Raumschiffes – der Calnus – erklären sie den dreien, dass sie sich im Krieg mit einer anderen Rasse – den Rezonianern – befinden, und diese für die Seuche verantwortlich ist. Kurz darauf wird auch Dorn zu Stein, der sich wegen der Brieftaube infizierte, deren Brief er entgegennahm. Später werden sie von den Rezonianern kontaktiert, die ihnen mitteilen, dass weder ein Gegenmittel, noch der erste Wirt, der vor 300 Jahren infiziert wurde, noch existieren. Daraufhin entschließt sich der Captain zum Planeten Stream zu fliegen auf dem sich ein Zeitportal – sehr ähnlich dem ebenfalls sprechenden Wächter der Zeit aus einer Raumschiff-Enterprise-Episode – befindet, welches sie in die Vergangenheit befördert, wo sie allerdings getrennt ankommen.

Mit diesem sehr langen Prolog beginnt das Spiel, und der Spieler übernimmt wieder die Gruppe um den ersten Wirt zu finden.

### Star Ocean: First Departure
Am 27. Dezember 2007 erschien in Japan das Remake Star Ocean: First Departure für die PSP. Dies enthält ein überarbeitetes Character Design und neue Cutscenes von Production I.G, neue Charaktere sowie Stimmausgabe. Am 1. Oktober 2008 erschien eine englische Lokalisierung in den USA und 3 Tage später diese auch in der EU.

## Star Ocean: The Second Story
Star Ocean: The Second Story erschien erstmals am 30. Juli 1998 in Japan und am 6. August 1999 in den USA für die PlayStation. Am 12. April 2000 erschien Teil 2 auch in Deutschland.
Star Ocean: The Second Story ist dem ersten Teil in vieler Hinsicht sehr ähnlich. Altbewährtes wurde erweitert, z. B. gibt es mehr Fertig- und Fähigkeiten, mehr Ergebnisse die diesen Fähigkeiten entspringen können. Das Emotionssystem wurden um einige Features erweitert. Wenn zum Beispiel zwei Charaktere mit einem guten Verhältnis zueinander gleichzeitig einen Zauberspruch sprechen, so können diese sich absorbieren und damit zu einem viel stärkeren werden.
In diesem Teil gibt es die zwei verschiedenen Hauptpersonen Claude C. Kenni und Rena Lanford, von denen am Anfang diejenige ausgewählt werden muss, aus deren Perspektive man spielen will.

### Handlung
Star Ocean: The Second Story spielt zwanzig Jahre nach dem ersten Teil. Das Spiel beginnt damit, dass eine seltsame Kugel auf einem Planeten aufschlägt. Das Raumschiff Calnus, das unter Befehl des Commodore Ronixis J. Kenni steht, bemerkt bei einer Routineuntersuchung des toten Planeten Milocinia, dass ein bestimmtes Gebiet nicht gescannt werden kann. Daraufhin beamt der Commodore mit ein paar Offizieren und seinem Sohn, Fähnrich Claude C. Kenni, herunter um dieses Gebiet zu untersuchen. Dabei stoßen sie auf eine seltsame Kuppel, die sie betreten. Claude hört nicht auf die Warnungen seines Vaters, sich nicht zu weit zu entfernen und trifft auf eine seltsame Apparatur, die sich bei seinem Erscheinen augenblicklich aktiviert. Claude versucht wegzulaufen, wird aber von dieser Apparatur festgehalten und verschwindet, zusammen mit einem Teil der des Geräts, in einem gleißenden Licht. Als er aufwacht, befindet er sich in einer Waldlichtung und trifft auf ein Mädchen namens Rena Lanford, welches er mit seiner Laserwaffe (Phase Gun) vor einem Monster rettet. Diese erzählt ihm darauf, dass sie aus dem Dorf Arlia auf dem Planeten Expel stamme. Aufgrund seiner Laserwaffe hält sie ihn für den legendären „Krieger des Lichts“, der die Welt vor immer häufiger auftretenden Katastrophen retten soll. Diese geschehen, seit ein seltsames Objekt aus dem All, genannt Hexenkugel (im PSP-Remake Sorcery Globe), einschlug. Zunächst lehnt er ab, stimmt aber letztendlich doch zu, dieses Objekt zu untersuchen, da es ihm helfen könnte wieder nach Hause zurückzukehren. Rena will ihn begleiten, weil sie ihre leibliche Mutter sucht. Aber auch, um mehr über sich zu erfahren, weil sie die Einzige ist, die Heilzauber beherrscht.

### Star Ocean: Second Evolution
Am 2. April 2008 erschien in Japan das Remake Star Ocean: Second Evolution für die PSP. Dies enthält ein überarbeitetes Character Design und neue Cutscenes von Production I.G, neue Charaktere und eine neue Stimmausgabe. Eine englisch lokalisierte Fassung erschien am 20. Januar 2009 in den USA und diese am 13. Februar auch in der EU.

### Manga und Anime
Mayumi Azuma schrieb eine Manga-Reihe zu Star Ocean: The Second Story und Moroe Yoshida zu Star Ocean: Second Evolution. Ersterer wurde auch als Anime-Fernsehserie Star Ocean EX verfilmt.

## Star Ocean: Blue Sphere
Star Ocean: Blue Sphere erschien 2001 nur in Japan für den Game Boy Color. Es beinhaltet zwar die Charaktere aus Star Ocean: The Second Story ist aber nicht der 3. Teil, sondern eher eine Nebengeschichte.

## Star Ocean: Till the End of Time
Star Ocean: Till the End of Time erschien 2003 in Japan für die PlayStation 2. Eine erweiterte Director’s-Cut-Version aus dem Jahr 2004 diente dann als Grundlage für die folgenden Veröffentlichungen in den USA und am 30. September in Europa. Obwohl inhaltlich identisch, fehlt den westlichen Versionen jedoch die Bezeichnung „Director´s Cut“ im Titel.
Die japanische Version des originalen Star Ocean: Till the End of Time hatte mit schwerwiegenden Bugs zu kämpfen, die das Spiel häufig zum Absturz brachten. Daraufhin wurde am 11. März 2003 eine Rückrufaktion gestartet und Exemplare der ersten Pressung gegen fehlerfreie Versionen des Spieles umgetauscht.
Star Ocean: Till the End of Time gewann 2003 Sonys PlayStation Award in Gold.

## Star Ocean: The Last Hope
Star Ocean: The Last Hope (Xbox 360) wurde am 19. Februar 2009 in Japan und am 24. Februar 2009 in Nordamerika veröffentlicht. In Europa erschien The Last Hope am 5. Juni 2009. In Japan verkaufte sich der Titel am ersten Verkaufstag 131.000 Mal. Dies sind die aktuell höchsten Zahlen für den ersten Verkaufstag eines Xbox-360-Spiels in Japan. Nicht nur Star Ocean: The Last Hope selbst, sondern auch das in Japan erschienene Bundle des Spiels mit der Xbox 360 sorgten dafür, dass die Xbox 360 in der ersten Woche nach Veröffentlichung des Spiels die Hardware-Verkaufszahlen der Konkurrenten Nintendo Wii und PlayStation 3 übertrumpfen konnte, was Microsoft in Japan nur sehr selten gelingt.
Eine Umsetzung des Spieles für die PlayStation 3 kam in Japan am 4., in Nordamerika am 9. und in Europa am 12. Februar 2010 in den Handel. Diese als Star Ocean: The Last Hope International betitelte Version enthält dank des großen Fassungsvermögen der Blu-ray Disc sowohl japanische als auch englische Sprachausgabe sowie englische, japanische, deutsche, spanische und französische Untertitel. Des Weiteren wurden die Menüs und das Kampfsystem überarbeitet und zusätzliche exklusive Inhalte integriert.

### Handlung
Im Jahre 2064 AD begeht die Menschheit ihren dritten und größten Fehler: den 3. Weltkrieg. Die diesmal angewendeten Waffen sind so stark, dass der Planet droht, vollständig zerstört zu werden. Die Menschen müssen sich im Weltall nach einem alternativen Lebensraum umsehen. Aus diesem Grund wurde die Organisation Universal Space and Technology Administration (USTA) gegründet. Im Jahre 2087 AD hatte Professor Trillas Bachtein endlich Erfolg mit seinen Experimenten und die Hoffnung der Menschheit ruht in den Missionen der Organisation und den beiden Hauptcharakteren des Spiels, Edge Maverick und Reimi Saionji.

## Star Ocean: Integrity and Faithlessness
Star Ocean: Integrity and Faithlessness (PlayStation 4) ist der fünfte und neueste Teil der Serie. In Europa erschien das Spiel am 1. Juli 2016. Dieser Teil der Serie erhielt gemischte oder durchschnittliche Bewertungen.